# Lamyristis leucopselia
Lamyristis leucopselia är en fjärilsart som beskrevs av Edward Meyrick 1911. Lamyristis leucopselia ingår i släktet Lamyristis och familjen säckspinnare. Inga underarter finns listade i Catalogue of Life.